# Colibrí ventrenegre
El colibrí ventrenegre (Eupherusa nigriventris) és una espècie d'ocell de la família dels troquílids (Trochilidae) que habita a Costa Rica i oest de Panamà.